# マクドネル・ダグラス DC-9
ダグラス DC-9
ノースウエスト航空のDC-9-41型機
- 用途：旅客機
- 製造者：ダグラス（現ボーイング）
- 運用者
  - ノースウエスト航空
  - デルタ航空
  - イースタン航空
  - イベリア航空
  - アリタリア航空
  - ほか
- 初飛行：1965年2月25日
- 生産数：976機
- 生産開始：1965年から1982年
- 運用開始：1965年12月（デルタ航空）
- 退役：2020年6月
- 運用状況：退役済
- 派生型：

  - マクドネル・ダグラス MD-80
  - マクドネル・ダグラス MD-90
  - ボーイング717

マクドネル・ダグラス DC-9（McDonnell Douglas DC-9）は、アメリカのダグラス・エアクラフト社が開発し、1965年に初飛行した双発の小型ジェット旅客機である。開発当初はダグラス DC-9（Douglas DC-9）と呼ばれていた。ダグラス社がマクドネル（1967年）、ボーイング（1996年）と合併を行ったことにより、後継機はMD-80などいろいろな名前をもつことになった。最後に開発された型名はボーイング717-200であり、この型の生産も2006年に終了している。

## 概要

### 開発

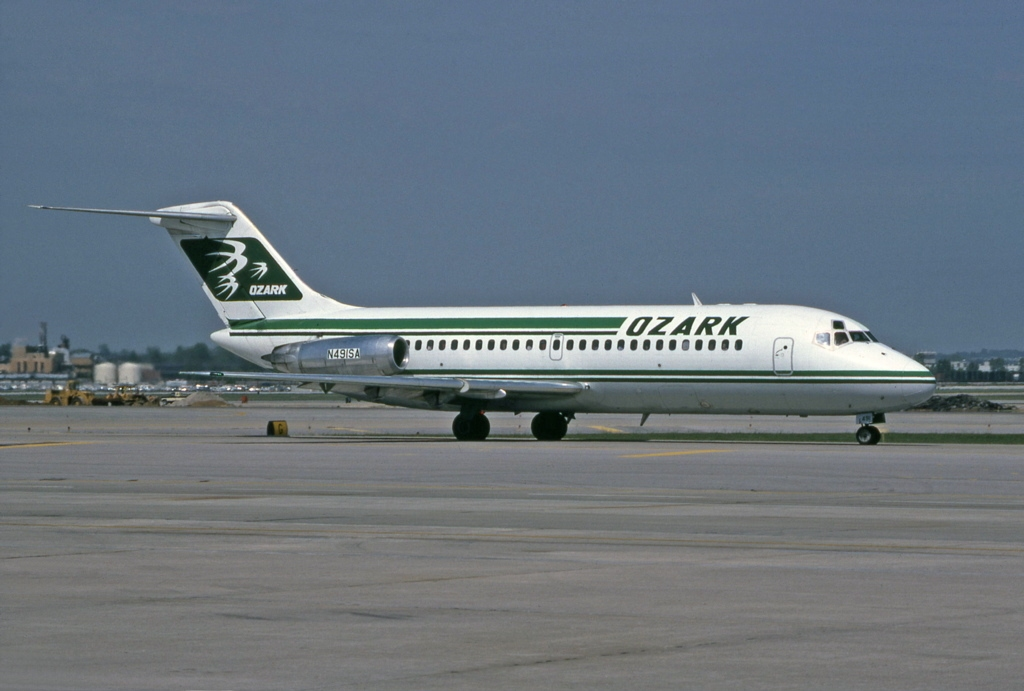
DC-9-15型機（オザーク航空）

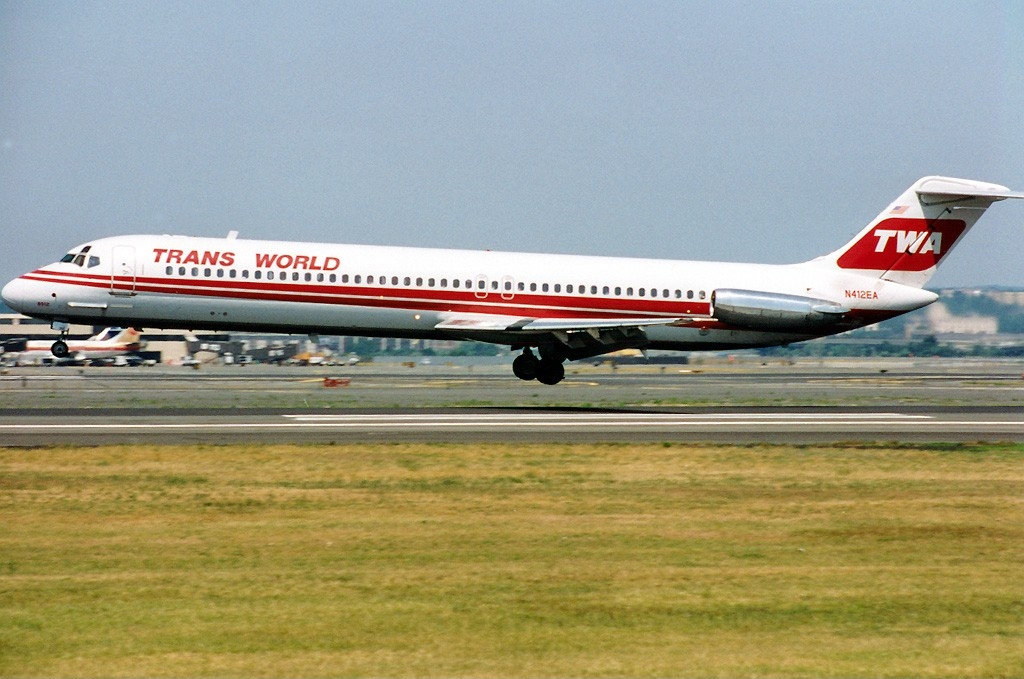
DC-9-50型機（トランス・ワールド航空）

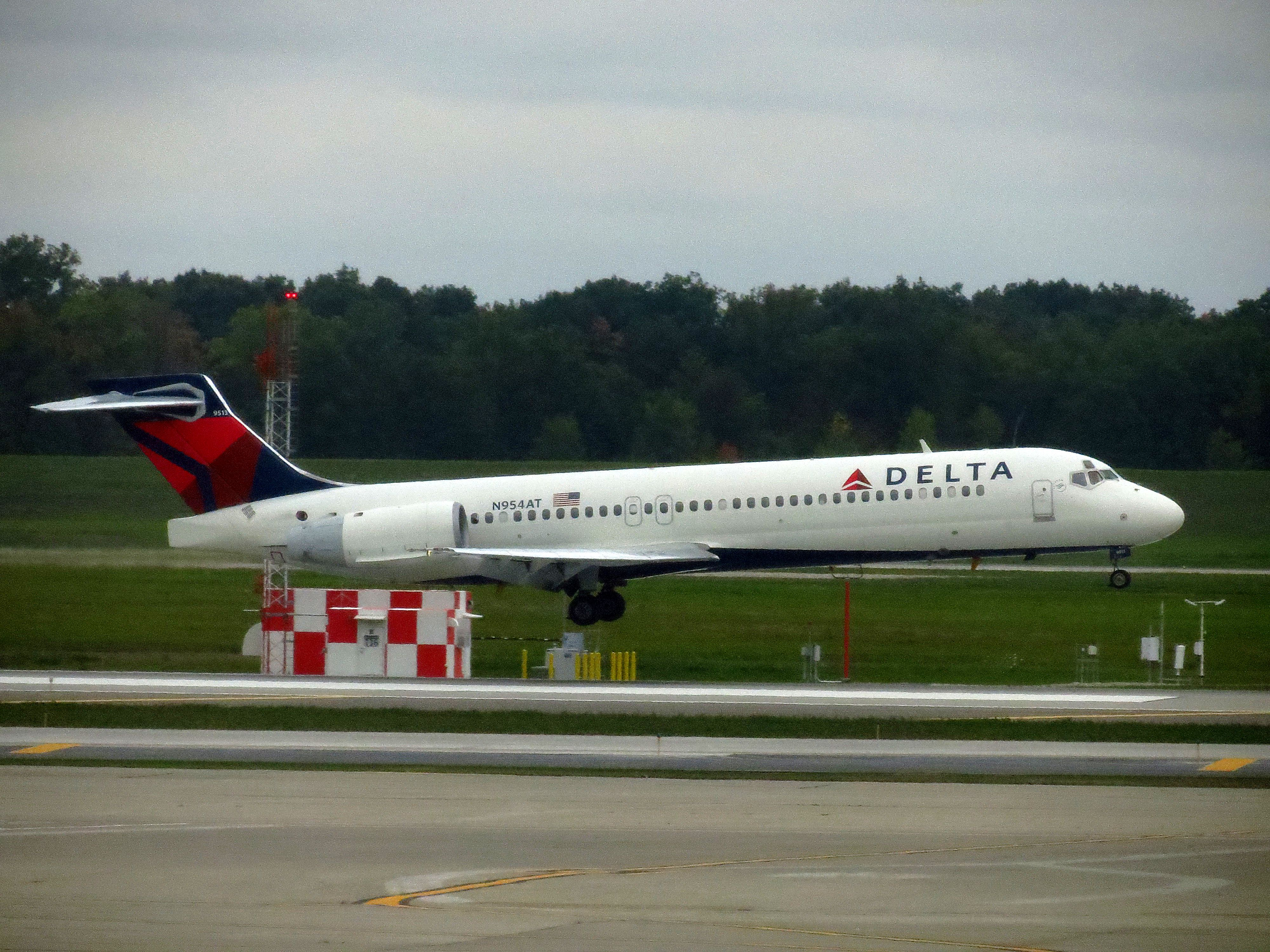
717-200型機（デルタ航空）

ダグラス・エアクラフトは、当時アメリカ国内線などで多数運航されていたコンベア240やダグラスDC-4などのレシプロエンジン旅客機の代替として、1963年から短距離用のジェット旅客機の開発を始め、プラット・アンド・ホイットニーのJT8Dエンジン双発でT尾翼を持つ70から90席の小型旅客機を計画した。
当時すでに就航が開始されていたボーイング727や、開発が進んでいた737への対抗上、DC-8で得られた既知技術を極力流用するのみならず、デ・ハビランド・カナダ (DHC) 以下、生産分担予定のパートナーに開発費用まで含む設計を委託し、驚異的とも言える短期間で分散共同開発が進められた結果、試作機は1965年2月に初飛行し、その年の12月にデルタ航空で就航した。

### 成功
抜群の経済性と高信頼性が評価されて商業的には大成功をおさめ、度重なる改良によって次第に大型化しながらダグラス時代だけで976機が生産されたが、売れすぎて資金・資材不足に陥り（いわゆる黒字倒産）、マクドネル社と合併してマクドネル・ダグラスとなる原因の一つとなった。
その後1980年代に全体に大型、近代化したMD-80シリーズを発表して、3人乗務で3発エンジンと経済効率が悪いボーイング727を圧倒し、1990年代に高バイパスエンジンに換装して経済性をさらに高めたMD-90シリーズも登場した。
ところが、1991年の湾岸戦争によって一挙に航空不況が訪れると売上が激減、同時期に就航開始したMD-11の失敗の上に、MD-80/90シリーズがエアバスの同クラス新型機A320シリーズやボーイング737の新世代機に押されたこと、さらにMD-11とMD-80/90シリーズの間に入る経済的な中型の中長距離機のラインナップが無いことなどからマクドネル・ダグラスの経営は悪化した。

### ボーイングへ
そのような中で、関係の深かった中華人民共和国と韓国が共同開発を予定していた小型旅客機「AE100」への参加交渉が泥沼となったために撤退（1995年）し、単独で受注に成功したMD-90シリーズの最終モデルMD-95の開発を決定した。
だが、冷戦後の軍用機需要の低下や、MD-11の失敗などによる極度の経営悪化によって1996年（最終的には1997年8月1日）にボーイングとの合併に至った。開発中だったMD-95はボーイングが引き継ぎ、ボーイング717-200として発売された。
トータルの生産数は2,400機以上で、これはボーイング737の10000機以上、エアバスA320の約8000機に次ぐ生産数である。なお、中華人民共和国では、本シリーズのライセンス生産を転用した技術をベースに、中国商用飛機有限公司 (COMAC)がC909（旧称：ARJ21）を開発した。

## DC-9シリーズ

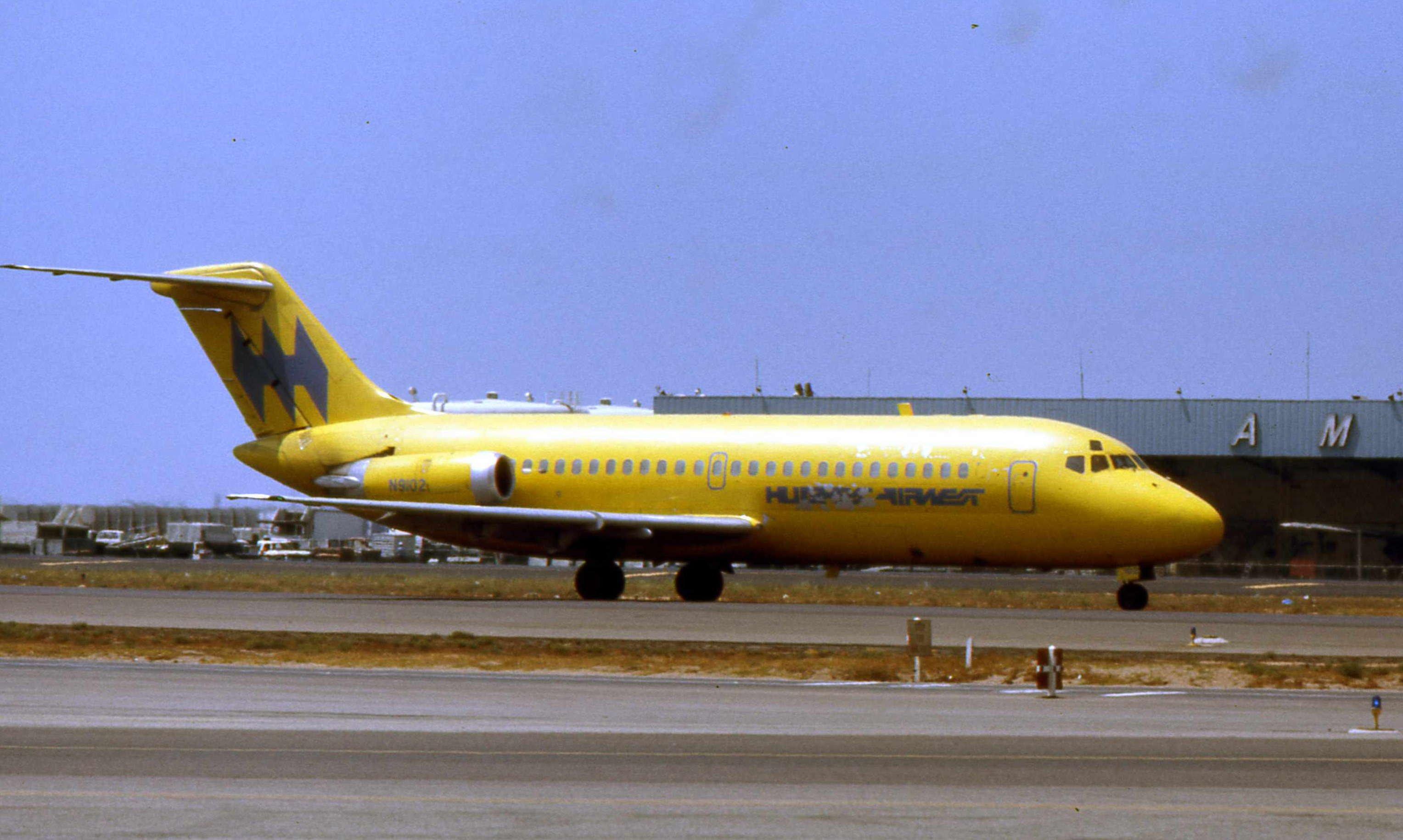
ヒューズ・エア・ウエストDC-9-14型機

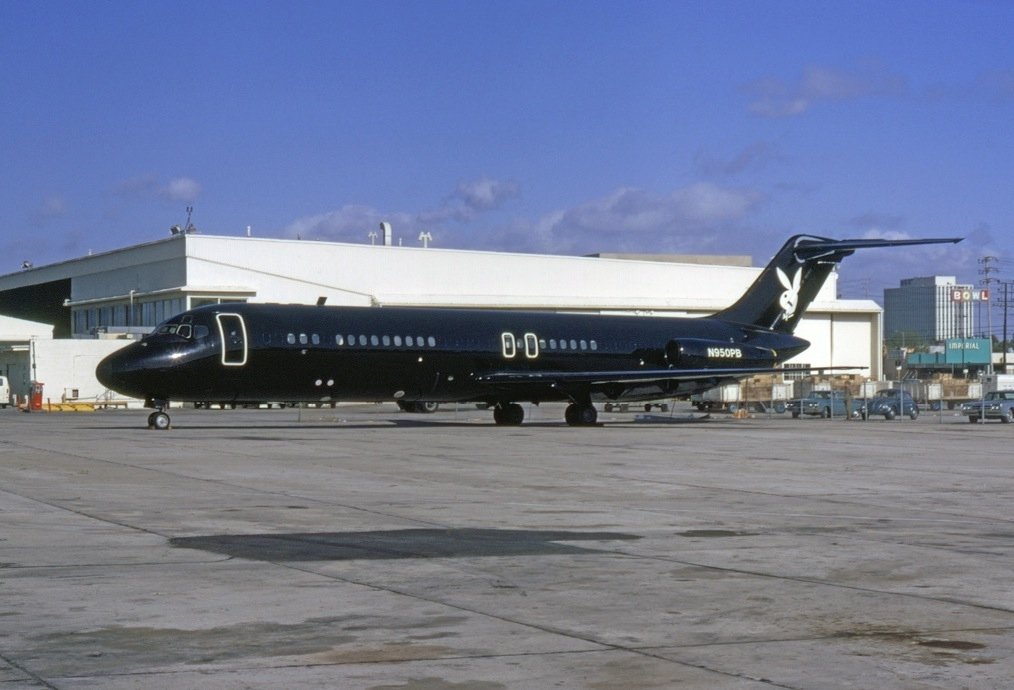
プレイボーイ・エンタープライズDC-9-32型機

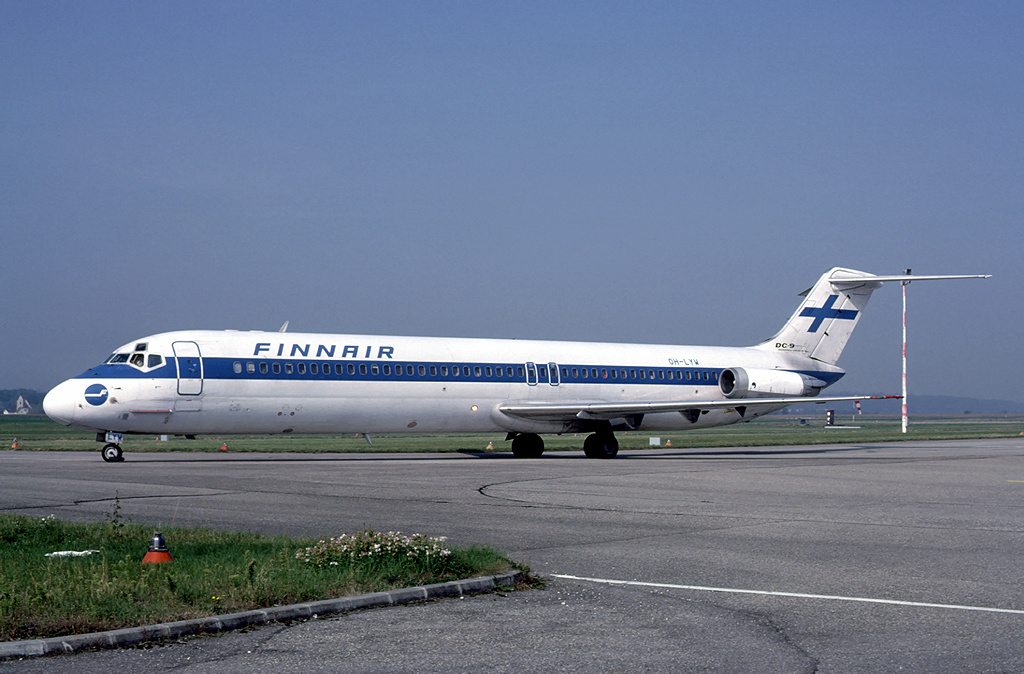
フィンエアーDC-9-51型機

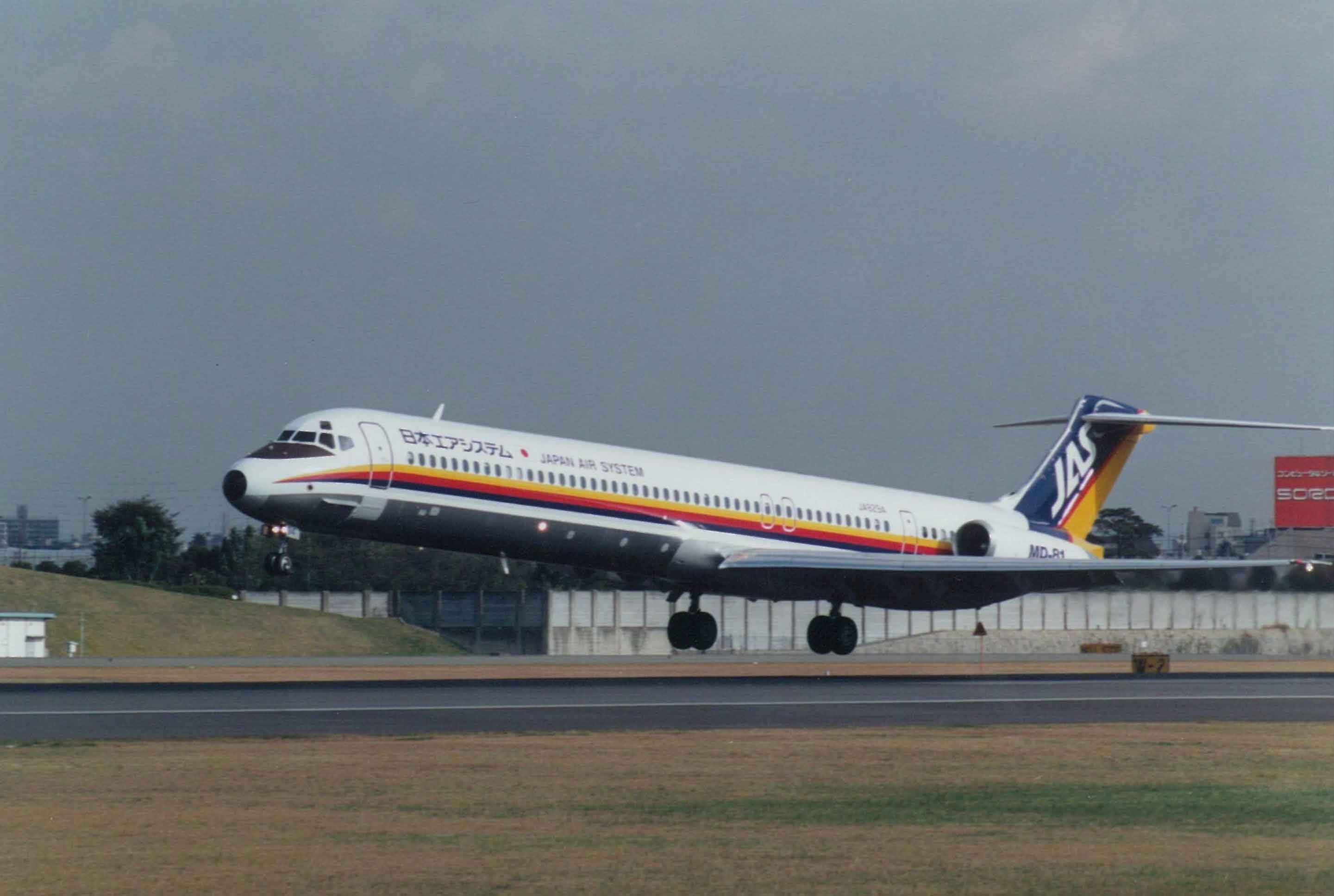
日本エアシステムDC-9-81型機

### DC-9-10型機
初期型であり、DC-9シリーズの中では最も小型の型である。全長27メートルで最大離陸重量 41トン、エンジンは双発 54.5 kN プラット・アンド・ホイットニー製JT8D-5s型である。137機が製造される。

### DC-9-15/20型機
-10型を小改装した型である。-15型は燃料容量及び最大離陸重量の増加を行い、-20型はスカンジナビア航空向きにエンジンの強化及び翼の能力強化が行われた。この型はそれぞれ少数生産された。

### DC-9-30型機
この型は最終的に662機が生産された決定的なモデルである。-30型は4.55メートル胴体を延長、両翼端を1メートル延長、最大離陸重量を55トンに増加、及びエンジンをJT8D-9型かJT8D-11型（推力 それぞれ64kn 67 kN）に変更している。また、主翼に前縁スラットを追加した。
1967年2月に就航した。619機が生産され、約290機は2006年の時点でも商業運航を継続している。アメリカ軍でもC-9として採用された。

### DC-9-40型機
さらに胴体を延長したこの型は、1968年3月にスカンジナビア航空によって運航が始められた。胴体を-30型より2m延長、乗客数125人に増加させた。-40型は何種類かのJT8D型エンジン（推力 64.5 - 71kN）が使用できる。71機が製造された。旧東亜国内航空が自社導入したのがこのモデルである（リースで-30・-50型も運航していた。いずれもアメリカ籍のNナンバー）。

### DC-9-50型機
-50型は-40型の胴体を2.5メートル延長し乗客数を139人に増加させた型。1975年8月に運航が始められ、胴体延長の他に、インテリアを近代化されたボーイング737-200アドバンスドに対抗すべく、多数の詳細な改善、新しい客室インテリア、及び低騒音の70kNクラスのJT9D-15/17型エンジンが含まれる。96機が生産された。一般にDC-9と言えばこの-50型までを指し、合計で976機が生産された。

### DC-9-80型機
1970年代末より、マクドネルダグラス社は新たにDC-9シリーズの一環として、新型のスーパー80シリーズの開発を開始した。これはDC-9-50を改良・ストレッチしたものであり、DC-9-81、DC-9-82、DC-9-83の3種類の開発がアナウンスされた。DC-9-81の初飛行は1979年10月18日である。
このスーパー80シリーズはボーイング727-200よりも低騒音・低燃費で、パイロットは2人だけで済むなどという利点から、当時まだ勢力を保っていたボーイング727を圧倒した。このことが、ボーイング727の生産終了の決め手の1つとなったともいわれている。
また、当時開発が進んでいたボーイング737-300や、エアバスA320シリーズに対抗する目的もあった。スーパー80シリーズのうち、最初の-81については1980年にスイス航空によって就航が開始され、後に「MD-80」シリーズと名称が変わった。

## MD80/MD-90シリーズ
マクドネル社とダグラス社の統合後にも、同社の旅客機は「DC-xx」（Douglas Commercial）の呼称を使用していたが、1983年に両社の社名を併記した「MD-xx」（Mc Donnell Douglas）に呼称を変更し、スーパー80シリーズは「MD-80シリーズ」と名称が変更された。

### MD-80シリーズ

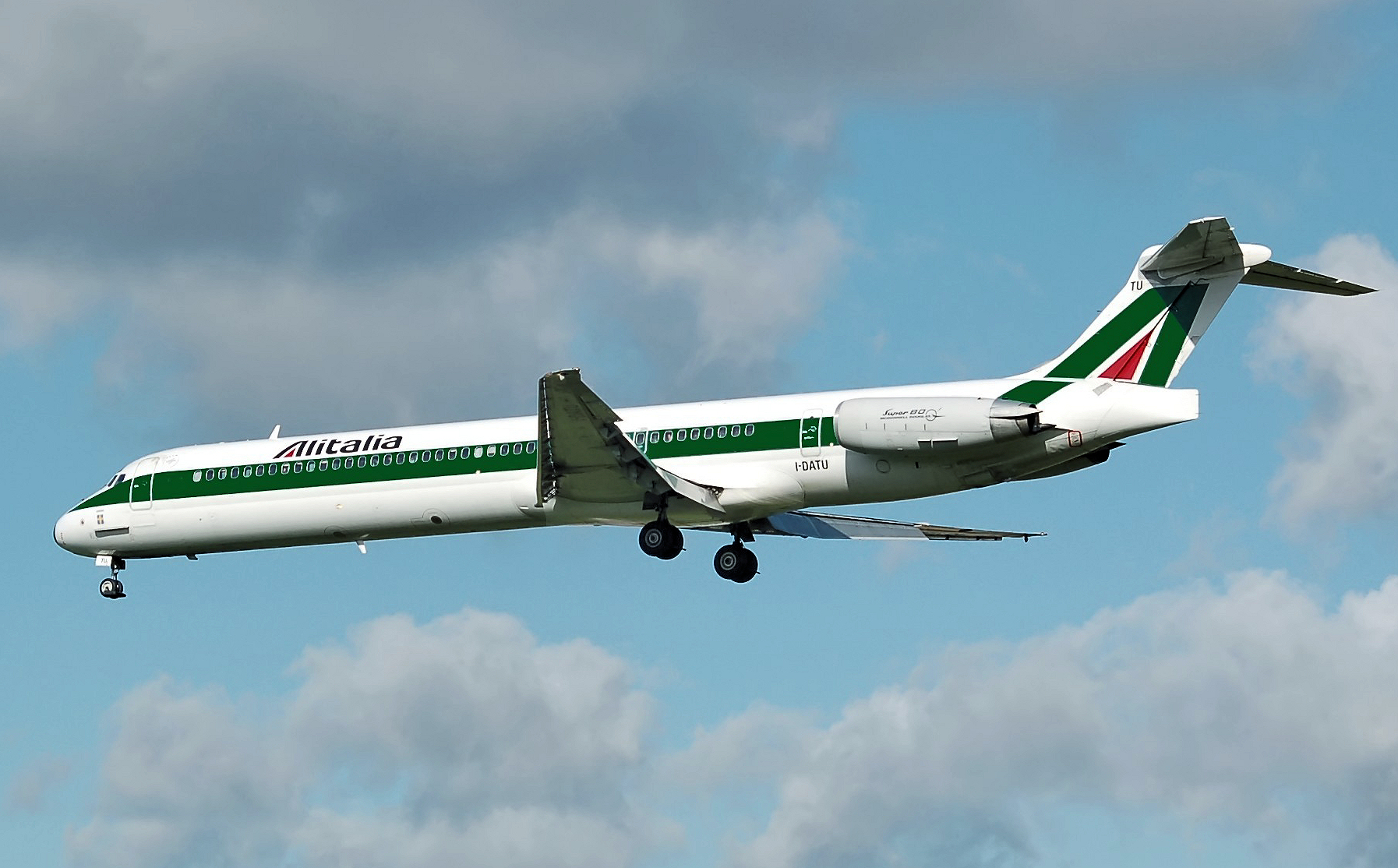
アリタリア-イタリア航空 マクドネル・ダグラス MD-82型機

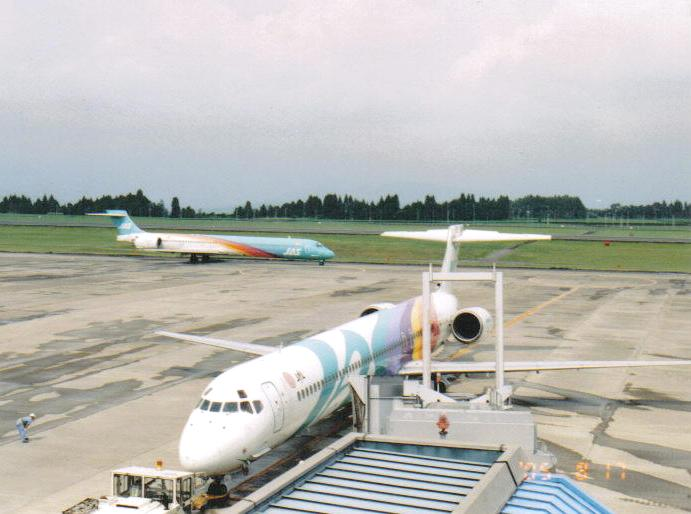
MD-90型機の1号機と4号機（鹿児島空港、2005年8月）

DC-9-50型の胴体をさらに延長、あわせて主翼も付け根と翼端で延長して全体に大型化し、当時もっとも市場のシェアを得ていたボーイング727の代替を狙ったモデルがMD-80シリーズである。ボーイング727-200型と比較し、乗客数はほぼ同じであるのにパイロットは2人で済み、エンジン3基のボーイング727に対してエンジンが2基と、燃費や騒音面でも勝っていた為たちまちベストセラーとなり、ボーイング727の生産終了を決定づけたとも言われる。
1980年の就航当初はDC-9スーパー80と呼ばれていたが、これは上記のように1983年以降はMD-81に改称、以降は-航続距離を伸ばすなどして-82/-83/-88型と発展し、さらに胴短のMD-87型を含めシリーズを構成した。それらのバージョンは当時のベストセラーエンジンであったJT8D型シリーズのエンジンを大幅にアップグレードした、強力かつ低燃費で低騒音なJT8D-(200)型シリーズ・エンジンを搭載している。そのほかに操縦室の電子機器向上を行った。
MD-88型では部分的ながらグラスコックピットを取り入れている。MD-87型を除き、-50型より4.34m胴体が長くなっている。MD-80シリーズは後継のMD-90型機登場後も1999年まで生産が続けられ、このシリーズのみでも1191機に達した。当時の日本エアシステムは東亜国内航空時代に導入したDC-9に続き、MD-81とMD-87を導入。日本航空との合併後も地方路線で活躍した。MD-81はJALエクスプレスへの移管が進められ2010年9月30日の運航で引退となった。

### MD-90シリーズ
MD-90型は1993年に導入され、基本的にMD-88型を1.4メートル胴体延長し、同様のグラスコックピット及び、MD-80シリーズより一層強力で低騒音で低燃費の「IAE V2500」型シリーズエンジンを備えた型である。いくつかの派生型も計画されていたが、作られたのはMD-90-30型のみであった。MD-90型の生産は、中華人民共和国の上海航空機製造での生産契約を最後に2001年に終了した。
日本では当時の日本エアシステムが1995年から導入。黒澤明のデザインによる7パターン（通称：レインボー）の塗装が話題を呼んだが、日本航空との経営統合により2003年より順次JALグループ塗装に塗り替えられた。(既に退役)

## ボーイング717-200（MD-95）

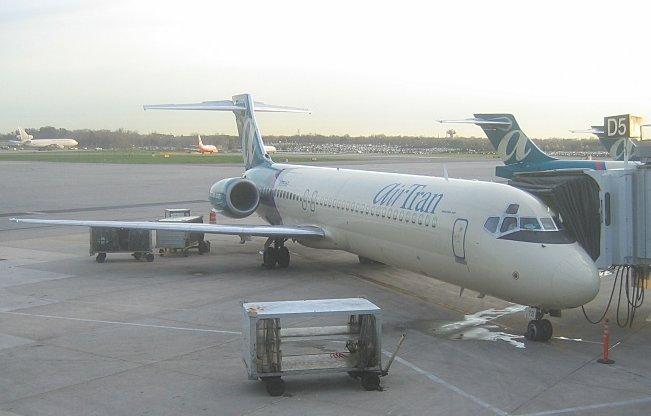
エア・トランのボーイング717

1995年に開発が始まったMD-95を、マクドネルダグラスを吸収合併したボーイングが1997年に引き継いで開発、ボーイングの旅客機の呼称に則って改名し販売した機体。

## DC-9/MD-80シリーズ要目一覧表
|                       | DC-9-10                | DC-9-21                | DC-9-30                 | DC-9-40                 | DC-9-50                 |
| 乗客数 （エコノミー） | 90                     | 90                     | 115                     | 125                     | 139                     |
| 最大離陸重量          | 41,100 kg              | 44,500 kg              | 49,900 kg               | 51,700 kg               | 54,900 kg               |
| 航続距離              | 2,340 km               | 3,430 km               | 3,030 km                | 3,120 km                | 3,030 km                |
| 巡航速度              | 903 km/h               | 896 km/h               | 917 km/h                | 917 km/h                | 898 km/h                |
| 全長                  | 31.82 m                | 31.82 m                | 36.37 m                 | 38.28 m                 | 40.72 m                 |
| 全幅                  | 27.25 m                | 28.47 m                | 28.47 m                 | 28.47 m                 | 28.47 m                 |
| 高さ                  | 8.38 m                 | 8.38 m                 | 8.38 m                  | 8.38 m                  |                         |
| エンジン              | Pratt & Whitney JT8D-5 | Pratt & Whitney JT8D-9 | Pratt & Whitney JT8D-15 | Pratt & Whitney JT8D-15 | Pratt & Whitney JT8D-17 |

|                       | MD-81                    | MD-82/-88                   | MD-83                    | MD-87                     |
| 乗客数 （エコノミー） | 172                      | 172                         | 172                      | 139                       |
| 最大離陸重量          | 64,000 kg                | 67,800 kg                   | 72,600 kg                | 64,000 kg                 |
| 航続距離              | 2,900 km                 | 3,800 km                    | 4,600 km                 | 4,400 km                  |
| 巡航速度              | 811 km/h                 | 811 km/h                    | 811 km/h                 | 811 km/h                  |
| 全長                  | 45.1 m                   | 45.1 m                      | 45.1 m                   | 39.7 m                    |
| 全幅                  | 32.8 m                   | 32.8 m                      | 32.8 m                   | 32.8 m                    |
| 高さ                  | 9.05 m                   | 9.05 m                      | 9.05 m                   | 9.3 m                     |
| エンジン              | Pratt & Whitney JT8D-209 | Pratt & Whitney JT8D-217A/C | Pratt & Whitney JT8D-219 | Pratt & Whitney JT8D-217C |

|      |          | 納入年 | 納入年 | 納入年 | 納入年 | 納入年 | 納入年 | 納入年 | 納入年 | 納入年 | 納入年 | 納入年 | 納入年 | 納入年 | 納入年 | 納入年 | 納入年 | 納入年 | 納入年 | 納入年 |
| 合計 | 1982     | 1981   | 1980   | 1979   | 1978   | 1977   | 1976   | 1975   | 1974   | 1973   | 1972   | 1971   | 1970   | 1969   | 1968   | 1967   | 1966   | 1965   |        |        |
| ---- | -------- | ------ | ------ | ------ | ------ | ------ | ------ | ------ | ------ | ------ | ------ | ------ | ------ | ------ | ------ | ------ | ------ | ------ | ------ | ------ |
| 型   | DC-9-10  | 113    |        |        |        |        |        |        |        |        |        |        |        |        |        |        | 10     | 29     | 69     | 5      |
| 型   | DC-9-10C | 24     |        |        |        |        |        |        |        |        |        |        |        |        |        |        | 4      | 20     |        |        |
| 型   | DC-9-20  | 10     |        |        |        |        |        |        |        |        |        |        |        |        |        | 9      | 1      |        |        |        |
| 型   | DC-9-30  | 585    | 8      | 10     | 13     | 24     |        | 1      | 12     | 16     | 21     | 21     | 17     | 42     | 41     | 97     | 161    | 101    |        |        |
| 型   | DC-9-30C | 30     |        |        |        |        | 1      |        | 6      |        |        |        | 4      | 1      | 3      | 5      | 7      | 3      |        |        |
| 型   | DC-9-30F | 6      |        |        |        |        |        |        |        |        |        |        |        |        |        | 4      | 2      |        |        |        |
| 型   | DC-9-40  | 71     |        |        |        | 5      | 6      | 3      | 2      | 4      | 27     |        | 3      | 2      | 7      | 2      | 10     |        |        |        |
| 型   | DC-9-50  | 96     |        | 5      | 5      | 10     | 15     | 18     | 28     | 15     |        |        |        |        |        |        |        |        |        |        |
| 型   | C-9A     | 21     |        |        |        |        |        |        |        |        |        |        | 8      | 1      |        | 5      | 7      |        |        |        |
| 型   | C-9B     | 17     | 2      | 1      |        |        |        |        | 2      | 4      |        | 8      |        |        |        |        |        |        |        |        |
| 型   | VC-9C    | 3      |        |        |        |        |        |        |        | 3      |        |        |        |        |        |        |        |        |        |        |
| 型   | 合計     | 976    | 10     | 16     | 18     | 39     | 22     | 22     | 50     | 42     | 48     | 29     | 32     | 46     | 51     | 122    | 202    | 153    | 69     | 5      |

## 主なカスタマー
- トランス・ワールド航空
- USエアウェイズ
- デルタ航空
- イースタン航空
- バリュージェット航空
- ハワイアン航空
- アエロメヒコ航空
- 日本エアシステム
- 大韓航空
- 中国民航
- スカンジナビア航空
- アリタリア航空
- KLMオランダ航空
- イベリア航空
- ヒュー・ヘフナー

## 現在のオペレーター

### DC-9シリーズ

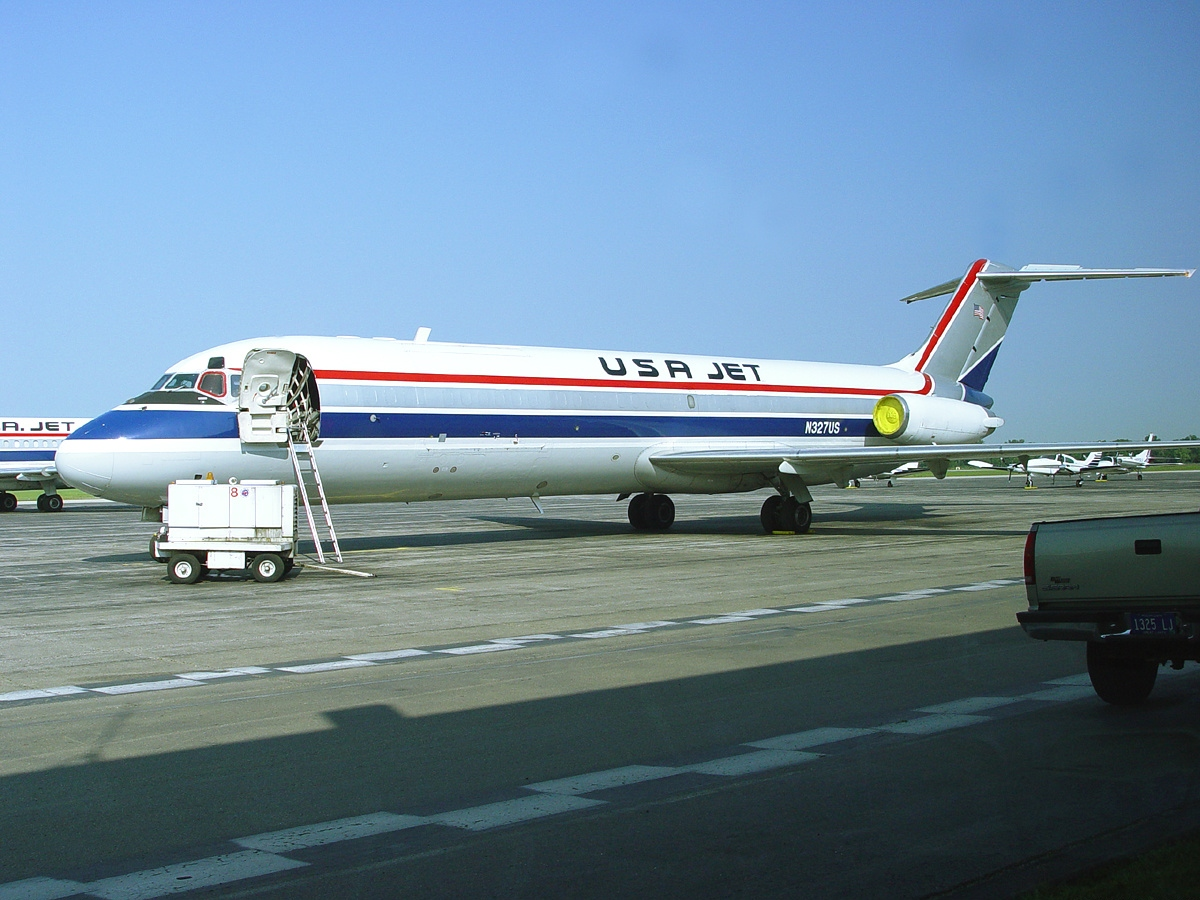
USAジェット航空にて運航されているDC-9-33F

2018年7月現在、全シリーズ合わせて30機のDC-9が営業飛行に就いている。主なオペレーターとしてはTSM航空 (8機運航)、 USA・ジェット・エアライナーズ (6機運航)、 エバーツ貨物航空 (4機運航)、 アメリスター・チャーターズ (4機運航)が挙げられる。
米国カリフォルニア州に拠点を置くペリス・バレー・スカイダイビングは、スカイダイビング用の機体としてDC-9-21(N127NK)を運航している。後部ドアのステアが撤去された状態で運航されている同機は、連邦航空局によって米国国内でスカイダイビング用に登録されている旅客機クラスの航空機としては唯一のものとなる。

### MD-80シリーズ
2018年7月時点では298機のMD-80シリーズが営業飛行にて使用されていた。この時点での主なオペレーターはデルタ航空(101機運航)、アメリカン航空(43機運航)、アレジアント航空(32機運航)、LASER航空(12機運航)、TSM航空(9機運航)、ブルガリア・エア・チャーター(9機運航)などであった。この内、アメリカン航空にて運航されていた43機については2019年9月4日までに全機が引退した。
2019年10月時点ではデルタ航空 (60機運航)所属機を筆頭に182機のMD-80シリーズが営業飛行にて現役で使用されている。また、数機のMD-87が空中消火機として運航されている。

### MD-90シリーズ
2019年11月現在、28機が営業飛行にて現役である。これらの機体は全てデルタ航空に所属している。
先述の通り、デルタ航空は同機の2019年現在唯一のオペレーターであるが、2017年よりMD-90の退役を進めている。同社は2019年度第二四半期の報告書にて、2022年度までにすべてのMD-90を退役させると発表した。

## 事故
- ヒューズ・エア・ウエスト706便空中衝突事故
- サザン航空242便墜落事故
- アエロメヒコ航空498便空中衝突事故
- USエアー1016便墜落事故
- スカンジナビア航空751便不時着事故
- イタビア航空870便事件
- エア・カナダ797便火災事故
- ザグレブ空中衝突事故
- デトロイト空港衝突事故
- JATユーゴスラビア航空機爆破事件
- アウストラル航空2553便墜落事故
- ソソリソ航空1145便墜落事故
- 日本エアシステム451便着陸失敗事故
- ベネズエラ国際航空742便墜落事故
- マドリード・バラハス空港地上衝突事故
- バリュージェット航空592便墜落事故
- コンチネンタル航空1713便離陸失敗事故

## 保存機体

### DC-9シリーズ
- CF-TLL（製造番号47021） - DC-9-32。エア・カナダで使用された後、カナダ・オンタリオ州のカナダ航空宇宙博物館で保存。[11]
- EC-BQZ（製造番号47456） - DC-9-32。スペイン・マドリードのアドルフォ・スアレス・マドリード＝バラハス空港で保存。[12]
- MM62012（製造番号47595）– DC-9-32。イタリア空軍によってVIP輸送機として運用された後、イタリアのソンマ・ロンバルドにある航空博物館で保存。[13][14][15]
- N675MC(製造番号47651） - DC-9-51。オーストリア航空、デルタ航空で使用された後、2014年4月27日より米国アトランタ国際空港に併設されているデルタ航空博物館にて保存。[16][17][18]
- PK-GNT（製造番号47790） - DC-9-32。ガルーダ・インドネシア航空で使用されていたが、1993年にジョグジャカルタ国際空港で着陸に失敗し、損傷が激しかったため登録を抹消された。[19]現在はインドネシア・ジャカルタの交通博物館で保存。[20][21]
- N779NC（製造番号48101） - DC-9-51。デルタ航空で使用された後、2017年1月よりシャーロット・ダグラス国際空港に併設された航空博物館で保存。[22][23]
- XA-JEB(製造番号47394) - DC-9-32。ヒュー・ヘフナーのプライベートジェットとして使用されていたが1975年にベネズエラ航空に売却され、その後アエロメヒコでの運航を経て2004年よりメキシコ・ケレタロ州の公園で保存。[24]

### MD-80/-90シリーズ
・N259AA (製造番号49289) – MD-82。米国オクラホマ州タルサにあるタルサ航空博物館にて保存。 「MD-80ディスカバリー・センター」として保存されており、客室が改造されて上映設備が設けられている。
・N290AA (製造番号49302) – MD-82。オクラホマ州タルサの訓練学校で航空機整備の訓練教材として使用。
・N292AA (製造番号49304) – MD-82。プエルトリコにあるカロライナ児童博物館にて保存。
・N491AA (製造番号49684) – MD-82。オクラホマ州立大学が所有する機体。オクラホマ州スティルウォーターにあるスティルウォーター地域空港にて航空技術に関する実習用に使用されている。
・N948TW (製造番号49575) – MD-83。
・I-SMEL (製造番号49247) – MD-82。
・B-2134 (製造番号49518) – MD-82。